# Sarokkötés
A faiparban használt sarokkötések olyan fakötések, melyek keretkötésekben és kávakötésekben fordulnak elő. Ezek segítségével teszik tartóssá, szilárddá az asztalosok az általuk készített bútorokat, ajtókat, ablakokat és faszerkezeteket. Bennük az összekötött elemek legtöbbször derékszöget zárnak be. A kötések minősége függ a precíz véséstől, a ragasztástól és a sarokkötés fajtájától.

## Speciális tulajdonságok
Az egyes sarokkötések többféle speciális tulajdonsággal rendelkezhetnek, végső felhasználásuk, kialakításuk szerint. A keretbe kerülő anyag elhelyezését különféle mélységű aljazás, vagy árkolás segítheti. A kötés illesztése esztétikai szempontból nagyon fontos, munkadarabtól függően többféle szöget is bezárhat, legtöbbször 90°-os, vagy 45°-os. A főbb sarokkötés típusok speciális tulajdonságuk változtatásával sokfélék lehetnek.

## A keretek sarokkötései

### Gyenge kötést adó sarokkötések
- Sarokkötés egyenes illesztéssel Az illesztett anyagok derékszöget zárnak be. Rögzítéshez ragasztani, csavarozni kell.
- Sarokkötés sarkalt illesztéssel Az illesztett anyagok derékszöget zárnak be. végeik 45°-os szögben illeszkednek. Rögzítéshez ragasztani, csavarozni kell.
- Sarokkötés egyenes beeresztéssel Az illesztett anyagok derékszöget zárnak be. Rögzítéshez ragasztani, csavarozni kell.

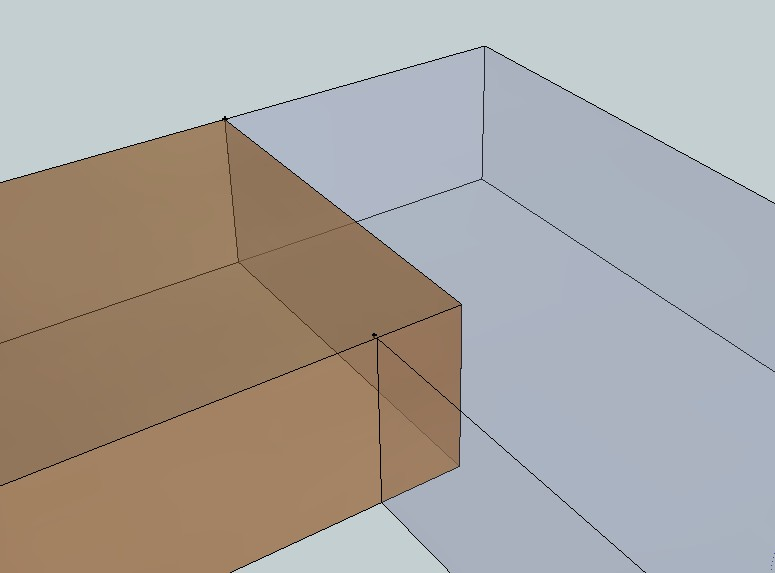
Sarokkötés egyenes beeresztéssel

- Sarokkötés sarkalt, lépcsős beeresztéssel A derékszögben álló anyagok félig 45°-ban, félig lépcsősen illeszkednek.
- Sarokkötés lépcsős beeresztésselA derékszögben álló anyagok lépcsősen illeszkednek.
- Sarokkötés fél fecskefarkú beeresztéssel Ez a fakötés rendkívül gyenge és ritka. A fél fecskefarkú beeresztés mellett a réses alkatrész külső darabja egész kis erőhatásra is letörhet. Az alábbi kép mutatja a kritikus síkot, amely mentén az anyag törni fog.

|  |  |

- Sarokkötés rálapolással Az illesztett anyagok derékszöget zárnak be. A lapolás hossza egyezik az illesztett anyag szélességével. Ezt a kötést minden esetben ragasztással erősítjük meg, mert a rálapolás gyenge kötést ad.

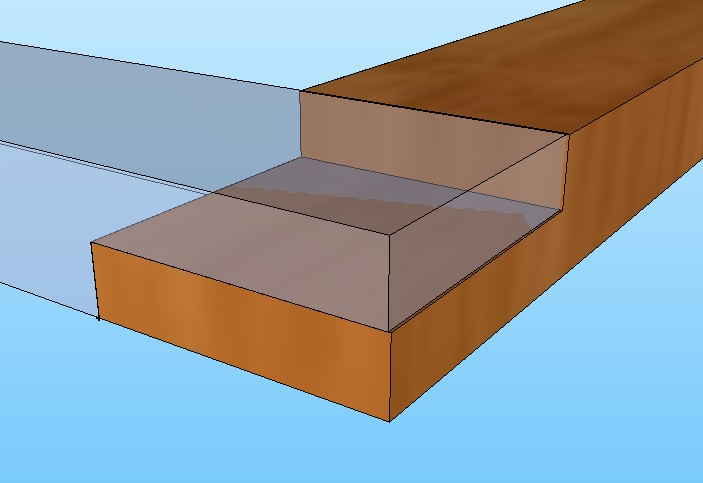
Sarokkötés rálapolással

- Sarokkötés rálapolás, 45°-os illesztés Egy keret esztétikusabban néz ki, ha az egyik oldalát 45°-os szög alatt illesztjük. Ekkor csökken a ragasztási felület, de az anyag bütüje egyik élen sem látszik ki.

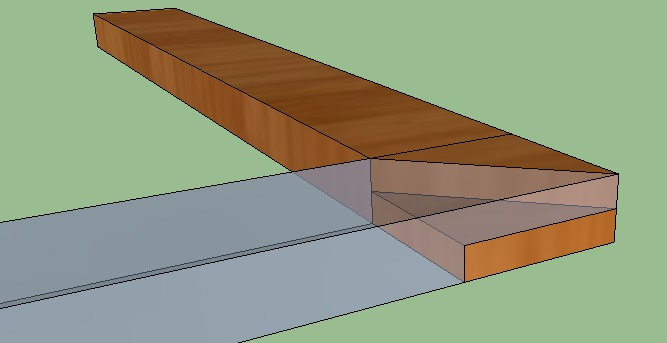
Rálapolás 45°-os illesztéssel

- Sarokkötés rálapolással, aljazással Egy üvegből, vagy más anyagból készült betét befogadására a keret belső éleibe aljazást kell készíteni. Ennél a típusnál az aljazás az anyag szélességének a fele. Az aljazás szélességét figyelembe kell venni a vállazás készítésekor, mert az aljazás szélességével előbbre jön a vállazás.

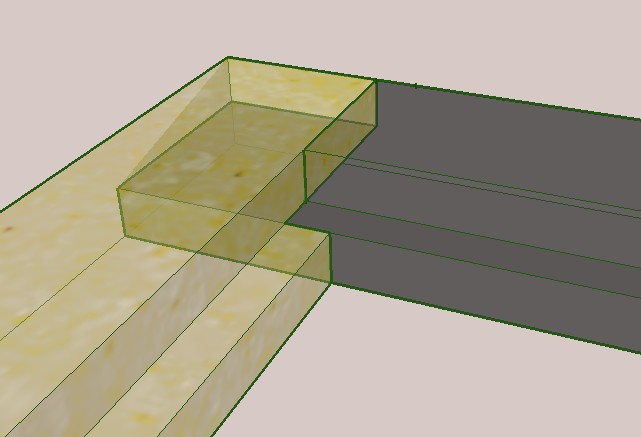
Sarokkötés rálapolással, aljazással

### Erős szilárdságot adó sarokkötések
- Az ollós csap a leggyakrabban használt keretkötés, ragasztással jó szilárdságot biztosít, ezért használata elterjedt bútorok, kárpitkeretek gyártásakor.  A csap hosszúsága megegyezik a rés szélességével, a csap szélessége pedig a rés mélységével. 40 mm-es anyagvastagság fölött indokolt lehet dupla csap használata, ebben az esetben öt részre osztjuk az anyagvastagságot.

- - Ollós csapozás, egyharmad aljazással Az ollós csapozással készült keretekbe kerülhet lemez, fabetét, vagy üveg. Ehhez kell illeszteni a keret belső kialakítását, aljazását. Az anyag három részre van osztva. A csap szélessége nem változik, marad teljes anyagszélesség, csak a vállazás kerül kijjebb, az alj szélességéhez illeszkedve. Itt az aljazás mélysége egyharmad anyagszélesség (keskeny üveg fér bele).
  - Ollós csapozás, kétharmad mélységű aljazással Az aljazás mélysége 2/3-ad anyagszélesség, így vastagabb anyag is beilleszthető az így készült keretbe. A csap keskenyedik is, és rövidül is az aljazás szélességével.
  - Ollós csapozás árkolással Ha a keretbe kerülő betétet véglegesen akarjuk rögzíteni, akkor hasznos lehet az árkolás alkalmazása. Az anyag közepére kerülő árok mélysége függ a betét anyagától, zsugorodásától, dagadásától, méretétől. Az egyik legfontosabb szempont, hogy a betét ki ne csússzon a keretből.
  - Ollós csapozás, 45°-os illesztés Vannak keretszerkezetek, ahol a homlokfelületen figyelni kell az esztétikai kialakításra. Ebben az esetben a szilárd kötést adó ollós csapozást a homlokfelület oldalán 45°-os illesztéssel zárjuk le.
  - Két oldalt 45°-os ollós csap Ennél a kialakításnál a kötés mindkét oldalán 45°-os illesztést találunk, de a csap nincs elrejtve.
  - 45°-os sarokillesztés, takart ollós csappal Ennek minden oldala esztétikus, 45°-os illesztés, ráadásul a fa belsejében, illesztés után láthatatlan helyen van a csap. A réses darabot nem véssük át teljesen, a csapot ennek függvényében rövidebbre vesszük.

|  |  |  |

|  |  |  |

- A Szakállas vésett csap kifejezetten erős kötés, mivel a csaprés külső felén meghagyunk egy darabot (szakáll), ami nem engedi a csapot elmozdulni semmilyen irányban. Ennél a kötésnél a sarokkötést alkotó két anyag nagyon nehezen mozdul ki a derékszögből.
  - Átmenő szakállas vésett csapozás esetén a csaprész bütüje átmegy a csapos anyagon és látszik a csapozás külső élén. Szükség esetén az átmenő rész bütüjét kiékelhetjük.
  - Fészkes szakállas vésett csap Ott alkalmazzuk, ahol a csap bütüjét takarni akarjuk. A csaplyukat nem véssük át, ennek megfelelően a csap is rövidebb marad. Ha a szakállat ferdére vágjuk, akkor a csapozás felülről sem látszik.
  - Fészkes szakállas vésett csap árkolással Ha az elkészített keretbe üveg, vagy más betétet teszünk, akkor az árok mélységének megfelelően csökken a csap szélessége.

|  |  |

### Speciális sarokkötések
- Sarokkötés rövid csappal Itt általában a csap rövidebb, mint az anyag vastagsága, de hosszabb, mint az anyag vastagságának fele.
- Sarokkötés tompa illesztéssel és ékcsappal

- Sarokillesztés idegen csappal

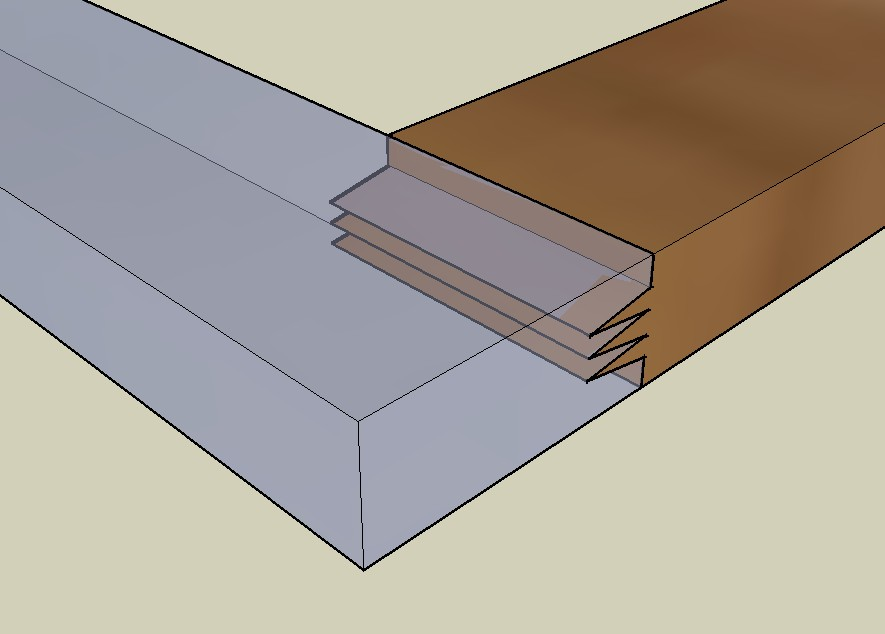
Sarokkötés tompa illesztéssel, és ékcsappal

  - Árkolt csap Az illesztéssel párhuzamosan mindkét anyagba árkot alakítunk, ebbe külön csapdarabot ragasztunk.
  - Lamellócsappal Könnyen elkészíthető, nem látszik a szerelés módja.
  - 45°-os sarokkötés köldökcsapozással Ritka módszer, a 45°-os fúrás miatt pontatlanság adódhat. Legalább két csapra van szükség, hogy a két illesztett anyag ne forogjon el.
  - Sarokkötés egyenes illesztéssel, köldökcsapozással Kész, lapraszerelt bútorok összeszerelésekor gyakran találkozunk ezzel az összeszerelési móddal. Itt is legalább két csap kell, hogy ne forogjon el a két anyag.
- Tűzött keretsarokkötés Itt a munkadarabot csak kapcsokkal összekapcsoljuk.
- Ékcsapos (minifogazott) sarokkötés A keret szilárdságát a ragasztott lemezek adják.